# Vice-légats pontificaux à Avignon
Les vice-légats pontificaux à Avignon avaient pour fonction d'assister le légat dans l'administration de la cité.
La fonction devint permanente à partir de 1542. Les vice-légats prirent une importance de plus en plus grande, à tel point qu'en 1691 la fonction de légat fut supprimée et qu'ils restèrent seuls au gouvernement d'Avignon. 
Les vice-légats administrèrent ainsi la cité jusqu'au rattachement d'Avignon à la France (1791).

## Les vice-légats à Avignon

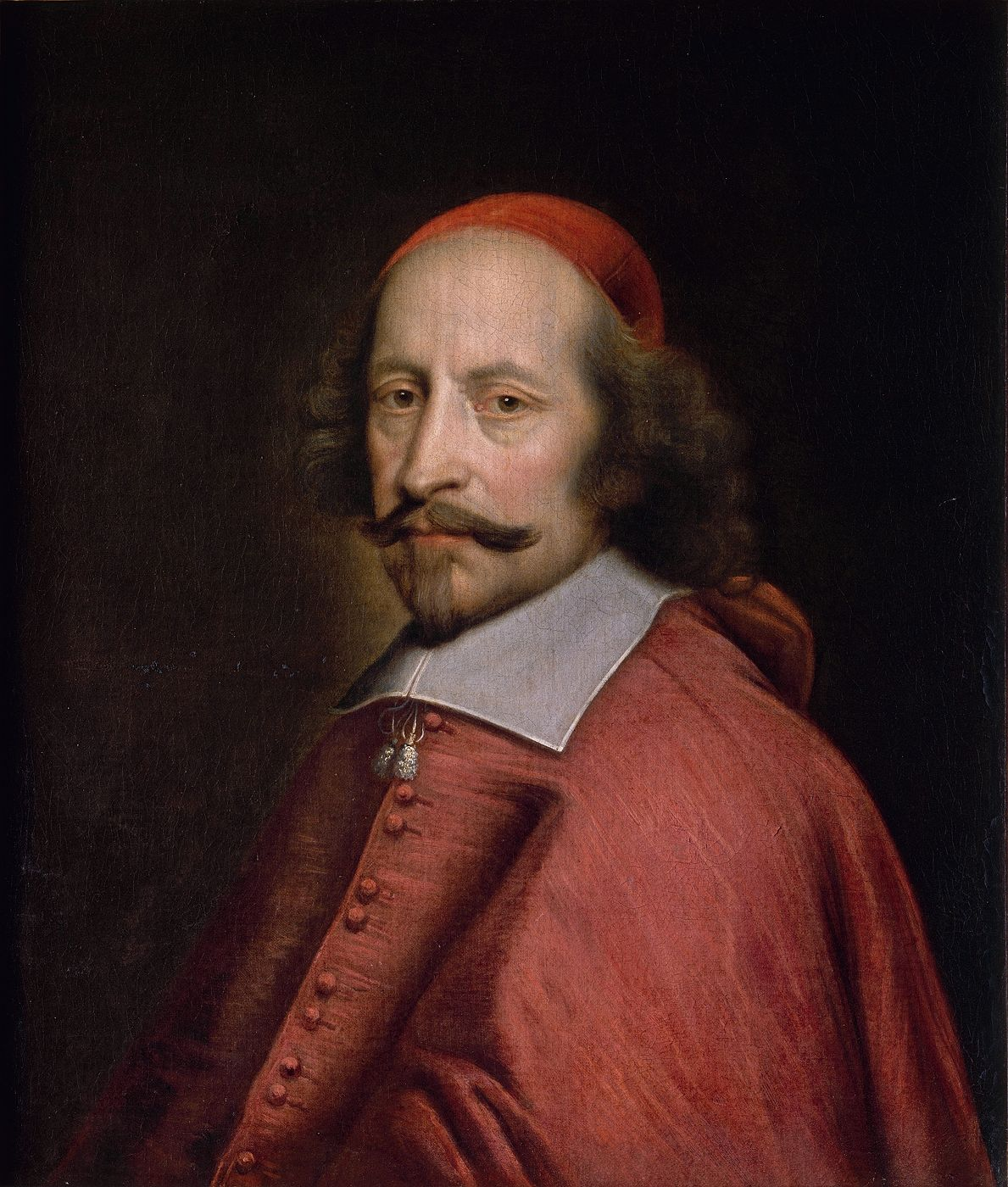
Jules Mazarin, cardinal vice-légat d'Avignon

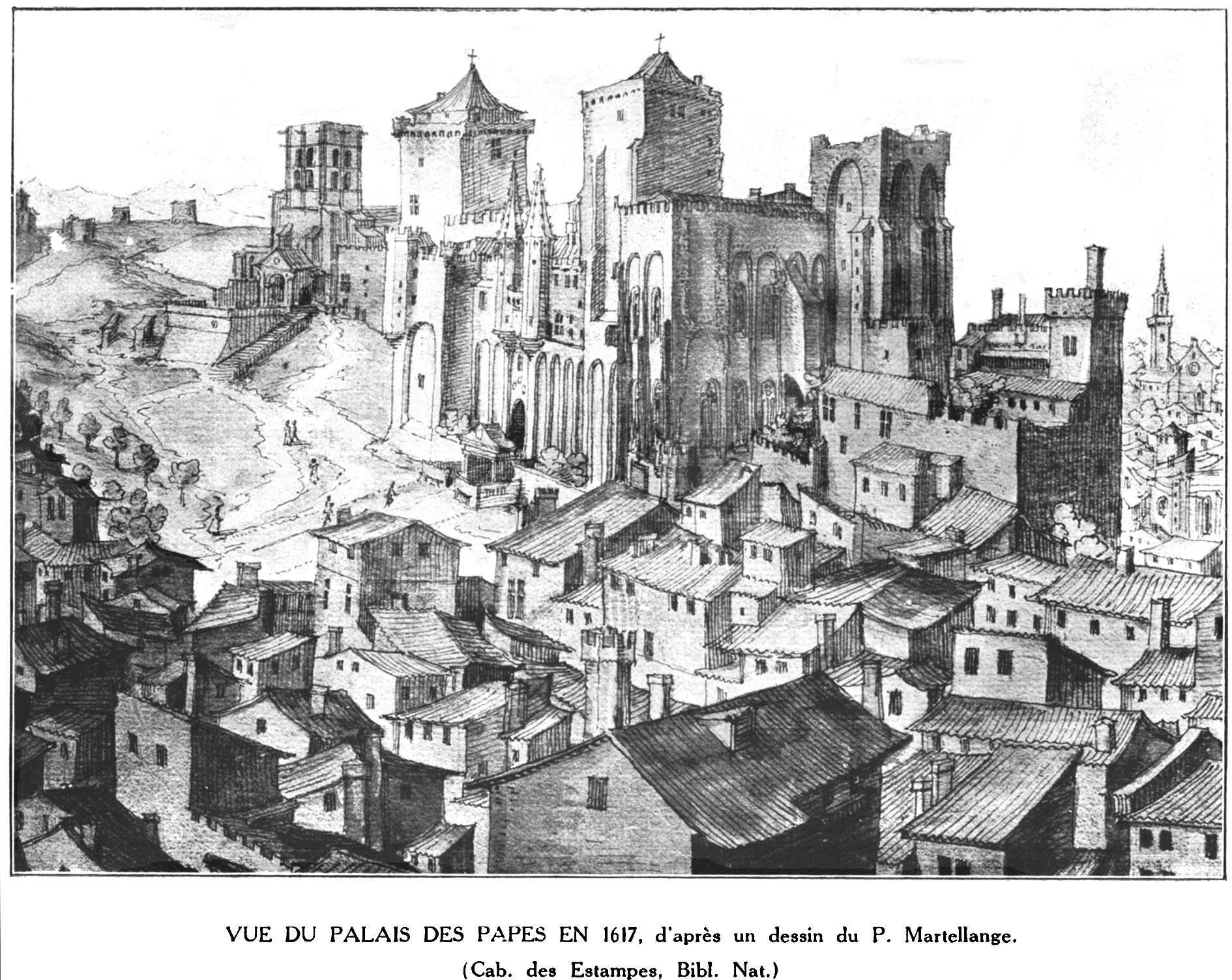
Le Palais en 1617 alors que Jean-François de Bagni était vice-légat, dessin du frère jésuite Étienne Martellange

Dès la fin du XVIe siècle, les véritables gouverneurs des États pontificaux enclavés en France furent les vice-légats. Le plus célèbre d'entre eux fut cardinal fut Jules Mazarin, avec Fabrice de La Bourdaisière comme pro vice-légat de 1634 à 1636, pendant sa nonciature à Paris. Joseph Girard explique :

« Après la mort du cardinal de Bourbon, la légation avait toujours été confiée à des cardinaux italiens, neveux ou parents du pape, qui ne résidèrent pas à Avignon. On finit par supprimer la charge. À partir de 1691, le vice-légat continua à administrer les États du Saint-Siège, mais sous la direction d'une commission de cardinaux et de prélats siégeant à Rome et qu'on appela la « Congrégation d'Avignon ». Il garda également la délégation des pouvoirs spirituels dans les provinces ecclésiastiques de Vienne, d'Arles, d'Aix et d'Embrun. Il avait, à ce titre, sa propre chancellerie ou daterie ; il était ecclésiastique et toujours italien. D'ailleurs toutes les fonctions importantes et l'archevêché furent désormais dévolus à des Italiens. »

Les inconvénients furent d'abord linguistiques. Alors que la langue française s'était substituée, depuis 1540, au latin et au provençal pour la rédaction de tous les actes officiels, elle fut supplantée par l'italien dans tous ceux émanant de la vice-légation. 
Cela fut accepté par la noblesse et les familles de notables qui avaient conquis le quasi-monopole des charges municipales. Beaucoup moins par la bourgeoisie marchande et le peuple qui conservait son parler provençal. 
Sur cette base d'incompréhension, l'impact majeur fut social. Il suffit que le cardinal Alexandre Bichi, évêque de Carpentras (1630-1657), mit le feu aux poudres. Politicien tracassier et ambitieux, ses intrigues ajoutées aux abus de l'administration et aux lourdes impositions, provoquèrent la « Fronde avignonnaise ». Les pevoulins (vauriens) et les pessugaux (pressureurs) s'affrontèrent. Il y eut des barricades dans Avignon, les Hôtels de Cambis-Servière et de Saint-Roman furent pillés puis incendiés. Les troubles durèrent de 1652 à 1659 et le calme ne revint que lentement et provisoirement. 
Une nouvelle explosion fut déclenchée cette fois, en 1664, par les mesures arbitraires du vice-légat Alexandre Colonna (1664-1665). Sa garnison italienne fut chassée du palais des papes et il dut recourir au soutien des troupes françaises pour réintégrer Avignon l'année suivante.
En 1716, le vice légat Alamanno Salviati accueille en Avignon Jacques Edouard Stuart et sa cour. Chassé de Saint Germain après le décès de Louis XIV, celui-ci revient d'une tentative de restauration ("Fifteen" selon la dénomination anglaise) sans succès en Écosse. Catholique, il bénéficie des bienfaits de la diplomatie vaticane.Du fait de la politique de rapprochement du Régent et de l'abbé Dubois avec l'Angleterre, il ne peut rester en Avignon et se réfugie à Rome.

## Liste des vice-légats pontificaux à Avignon
- 1542-1544 : Alessandro Campeggio
- 1544-1547 : Antonio Trivulzio, iuniore
- 1547-1552 : Camille Mentuato
- 1553 : Théodore-Jean de Clermont-Tallard
- 1554-1559 : Jacques-Marie de Sala
- 1560-1562 : Alexandre Guidiccione
- 1562-1565 : Laurent Lenzi
- 1565-1585 : siège vacant
- 1585 : Guillaume Du Blanc
- 1585-1589 : Dominique Grimaldi
- 1589-1592 : Dominique Petrucci
- 1592 : Dominique Grimaldi, à nouveau
- 1592-1593 : Silvio Savelli
- 1594-1595 : Antoine Gianotti
- 1596-1599 : Jean François Bordini
- 1599-1604 : Carlo Conti
- 1604-1607 : Pierre-François Montorio
- 1607-1609 : Joseph Ferrier
- 1609-1610 : François Étienne Dulci
- 1611-1614 : Filippo Filonardi
- 1614-1621 : Jean-François de Bagni
- 1621-1622 : Guillaume du Nozet
- 1622 : Octavien Corsini
- 1623-1629 : Cosme Bardi
- 1629-1634 : Mario Filonardi
- 1634-1637 : Jules Mazarin, avec Fabrice de La Bourdaisière comme pro vice-légat de 1634 à 1636, pendant sa nonciature à Paris.
- 1637-1645 : Frédéric Sforza
- 1645 : Bernard Pinelli
- 1645-1653 : Laurent Corsi
- 1653-1654 : Dominique de Marinis
- 1654-1655 : Augustin Franciotti
- 1655-1659 : Jean-Nicolas Conti
- 1659-1664 : Gaspard de Lascaris
- 1664-1665 : Alexandre Colonna
- 1665-1670 : Laurent Lomellini
- 1670 : Azzo Ariosto
- 1670-1671 : Horace Mattei
- 1671-1672 : Pierre Bargellini
- 1672-1673 : Marcel Durazzo
- 1673 : Hyacinthe Libelli
- 1673-1676 : Charles Anguisciola
- 1676-1677 : Hyacinthe Libelli, à nouveau.
- 1677-1685 : François Niccolini
- 1685-1691 : Balthazar Cenci
- 1691-1692 : Laurent de Fiesque
- 1692-1696 : Marc Delfini
- 1696-1700 : Philippe-Antoine Gualterio
- 1700 : Jean-Baptiste Sicci
- 1700-1703 : Antoine-François Sanvitali
- 1703-1706 : Antoine Banchieri
- 1706 : François-Maurice Gonteri
- 1706-1711 : Sinibaldo Doria
- 1711-1717 : Alaman Salviati
- 1717-1719 : François-Maurice Gonteri
- 1719-1731 : Raniero d'Elci
- 1731 : François-Maurice Gonteri
- 1731-1739 : Philippe Bondelmonti
- 1739 : Marcel Crescenzi
- 1739-1744 : Nicolas-Marie Lercari
- 1744-1754 : Pascal Acquaviva
- 1754-1760 : Paul Passionei
- 1760 : François-Marie de Manzi
- 1760-1766 : Grégoire Salviati
- 1766-1767 : François-Marie de Manzi, à nouveau.
- 1767-1768 : Joseph Vincentini
- 1768-1774 : occupation française
- 1774 : François-Marie de Manzi, à nouveau.
- 1775-1776 : Ange-Marie Durini, président de la légation.
- 1776-1787 : Jacques Filomarino della Rocca
- 1787-1790 : Philippe Casoni